# 聖ヘオルヒー教会 (ザヴォリチ)
- 聖ヘオルヒー教会
- 聖ゲオルギイ教会
- 聖ゲオルギー教会

ザヴォリチ村の聖ヘオルヒー教会（ウクライナ語: Георгіївська церква с. Заворичі）あるいは聖ゲオルギイ教会は、ウクライナのキーウ州・ブロヴァルイ地区のザヴォリチ村のキリスト教ウクライナ正教会 (モスクワ総主教庁系)の教会およびその木造の聖堂である。2022年3月7日にウクライナ侵攻によるロシアの占領者によって聖堂などの建築物は焼失した。

## 歴史
- 1665年、聖バルバラに敬意を表して木造の教会がザヴォリチ村に建てられた。1873年にザヴォリチ村の聖ヘオルヒーの単一の聖堂の木造教会が建てられた[2]。
- 1918年2月3日にボルシェビキが村を占領した後、聖ヘオルヒー教会の司祭が殺害された。1935年、教会の礼拝は閉鎖され、穀倉がその敷地内に建てられた。1968年に礼拝が復活し、教会が塗装された結果、元の絵画のほとんどすべてが失われた。その後、新しいイコノスタシスが建てられ、教会が塗り直され、左右の身廊の上の元のフレスコ画のうち、聖母と聖ペテロのイコンの2つだけが保存された。聖バルバラに敬意を表して礼拝堂が建てられた[2]。
- 1998年から2012年にかけて、聖ヘオルヒー教会は修復された[2]。
- 2022年の時点で、教会の司祭は大司祭ペトロコチュクだった[2]。

## 2022年ロシアのウクライナ侵攻における聖堂の焼失
2022年2月24日にロシアがウクライナの国境を越え侵攻が始まると、ロシアはウクライナ北方からキーウへ南行を始めた。進路に位置するザヴォリチ村にもロシア軍が到達し、同年3月7日に聖ヘオルヒー教会はロシア軍占領者からの砲撃によって破壊された。複数の信者の証言によると、ロシア軍は複数の住居に砲撃を加えていたが、教会に対しては特に塔のドーム部分に照準を定めて砲撃をした。また教会を囲むフェンスに向けて機関銃で銃撃を加えた。この教会への砲撃によって死傷者は出なかったが、聖ヘオルヒー教会の教会堂は砲撃から発生した火災で全焼した。
ウクライナ侵攻が始まった2月24日にロシア国営テレビチャンネルで放映された、ウラジーミル・プーチン大統領の「特別軍事作戦の実施について」と題した演説において、プーチン大統領は「特別軍事作戦」を正当化する理由の一つが、ウクライナにおいてウクライナ正教会 (モスクワ総主教庁系)が迫害されていることを挙げていた。
3月8日の時点で聖ヘオルヒー教会が所属するボルィースピリ教区だけでも3つのモスクワ総主教庁系教会がロシア軍によって破壊されていた。

## 「復活」する教会
教会関係者と地元住民は2022年4月初旬から仮の教会堂を焼失跡地に立て直し始め、イイスス・ハリストスの受難と復活を祝う正教会にとって重要な儀式が続く復活祭の週に合わせて、4月15日に聖大金曜日の一週間前を記念するリトゥルギアがこの仮教会堂最初の公祈祷となった。

## ユネスコの動き
2022年4月12日、ユネスコが発表したロシアのウクライナ侵攻によって損害が確認された90（2022年年4月11日時点）のウクライナ文化遺産リストに聖ヘオルヒー教会は記載された。リストは文化財保護を目的とした1954年ハーグ条約に従って武装紛争の際の文化財の初期損害評価として作成された。この条約の文化財の定義には信仰の場（教会、寺院、モスクなど）が含まれている。
それに先立ってユネスコは文化遺産の破壊を人工衛星によって監視していることを表明していたほか、文化遺産を標的にするなど、武力紛争下でブルーシールドが付与された文化財の意図的な破壊への関与が判明すれば、1954年ハーグ条約に従って破壊者は戦争犯罪も含む責任を追及される可能性について述べていた。責任追及が必要な際には文書化された記録が大きな役割を果たす。
初期損害評価は人工衛星による情報や、地元住民や関係者の証言などから総合的に判断して作成される。

## ギャラリー

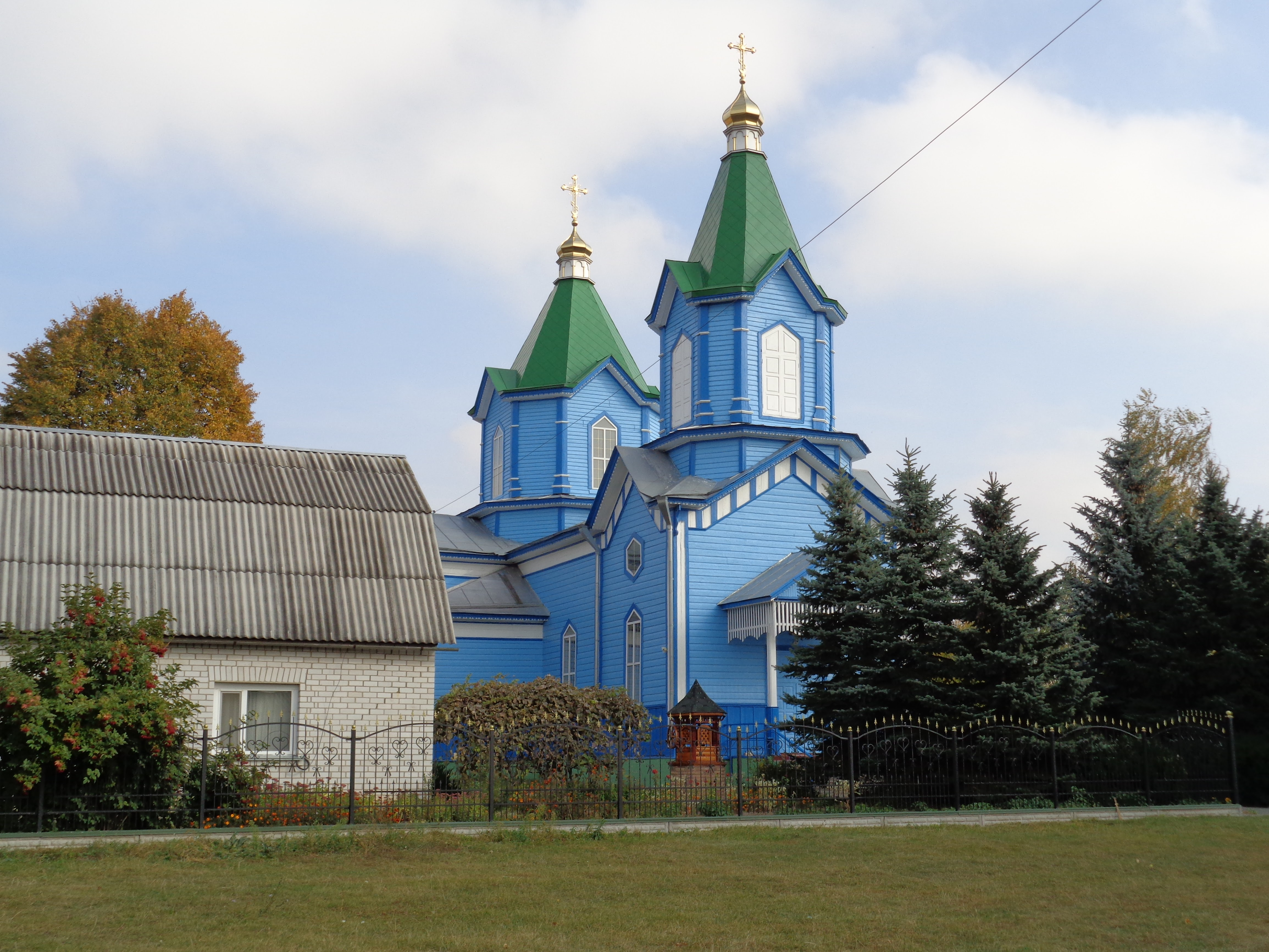
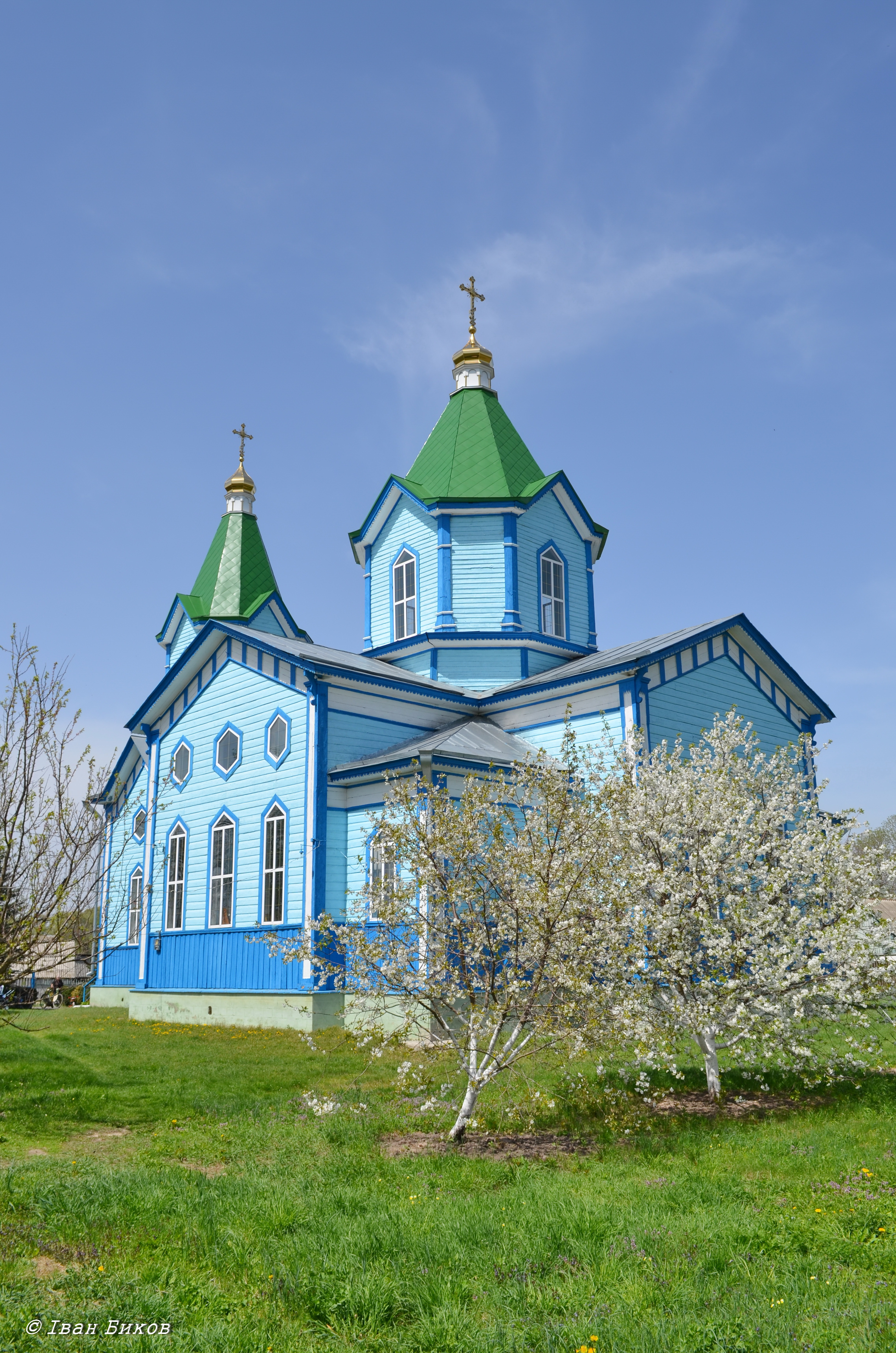
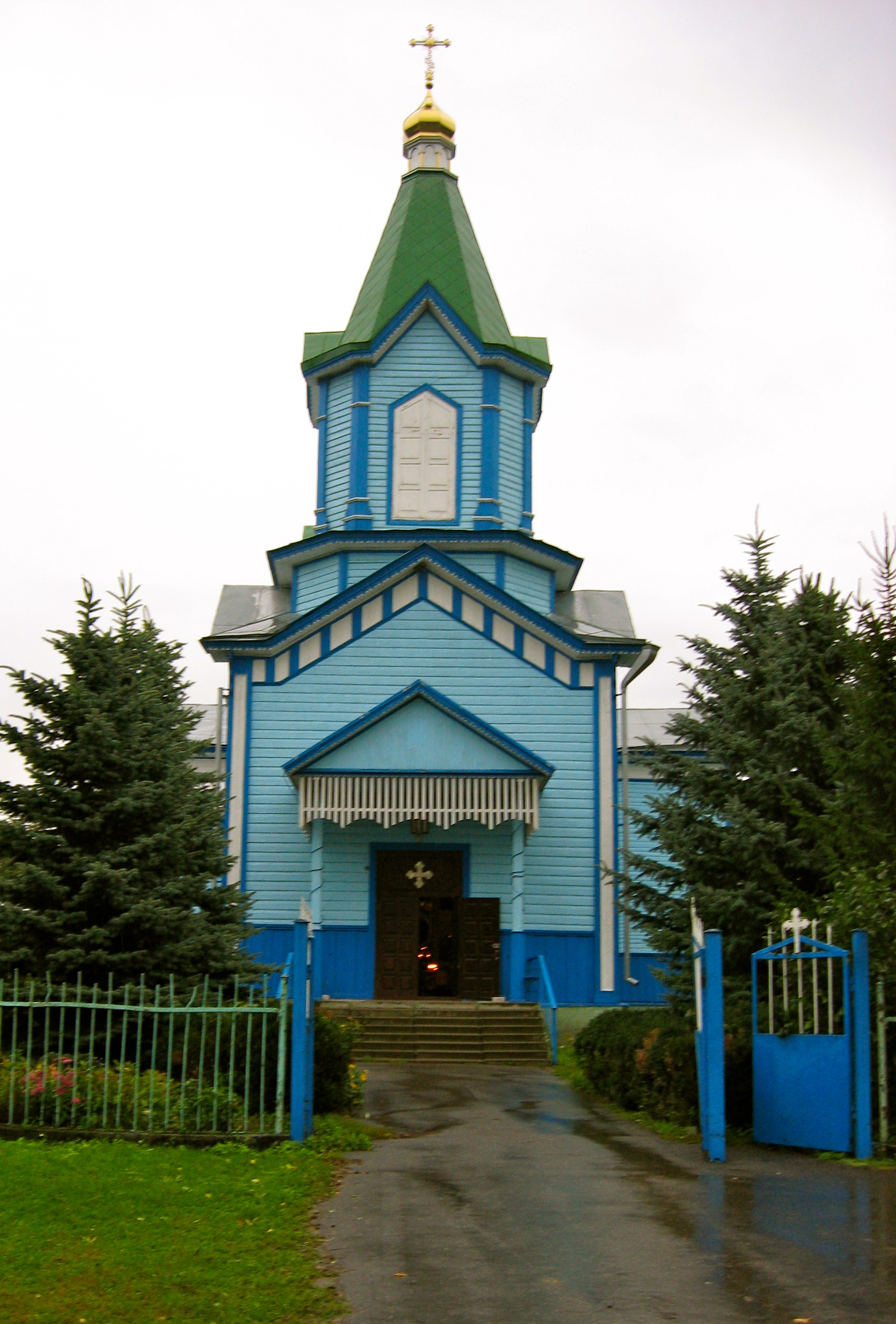
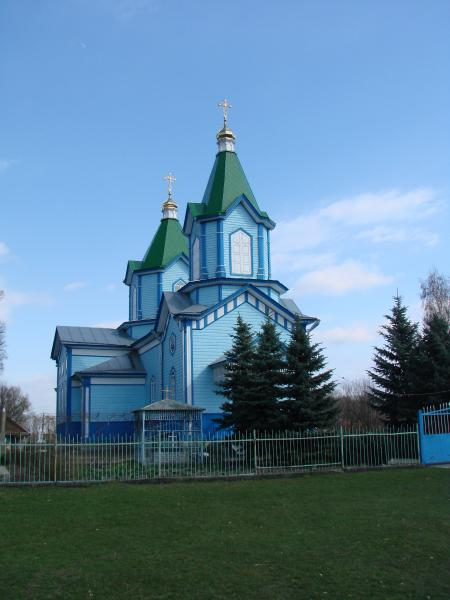
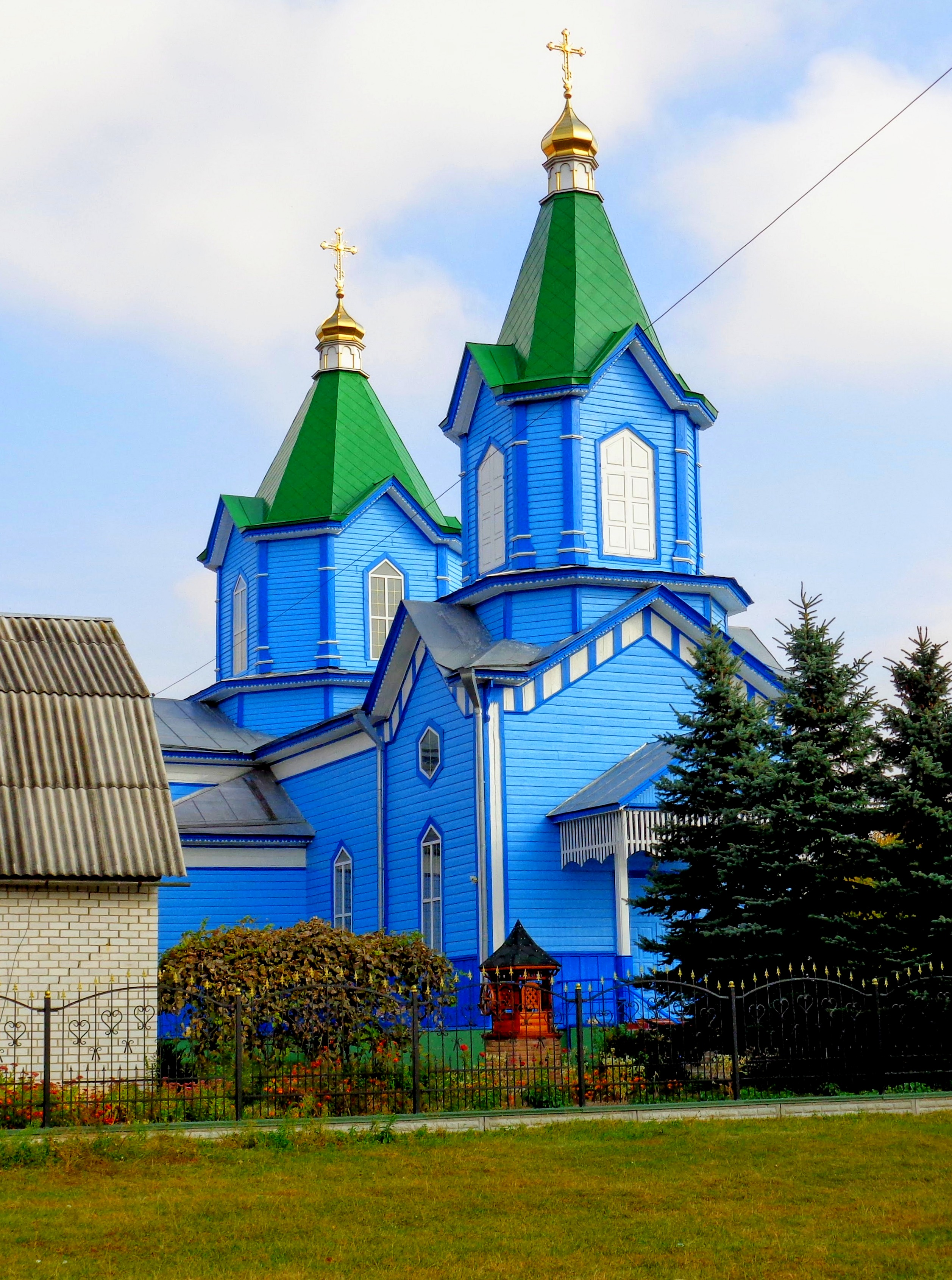